# آندریا کودا
آندریا کودا (ایتالیایی: Andrea Coda؛ زادهٔ ۲۵ آوریل ۱۹۸۵) یک بازیکن فوتبال اهل ایتالیا است.

## باشگاهی
از باشگاه‌هایی که در آن بازی کرده‌است می‌توان به امپولی، اودینزه، پارما، لیورنو، سمپدوریا و دلفینو پسکارا اشاره کرد.

## تیم ملی
وی همچنین در تیم ملی فوتبال زیر ۱۶ سال ایتالیا، تیم ملی فوتبال زیر ۱۷ سال ایتالیا، تیم ملی فوتبال زیر ۱۸ سال ایتالیا، تیم ملی فوتبال زیر ۱۹ سال ایتالیا، تیم ملی فوتبال زیر ۲۰ سال ایتالیا و تیم ملی فوتبال زیر ۲۱ سال ایتالیا بازی کرده‌است.